# Lepidotis repens
Lepidotis repens là một loài thực vật có mạch trong Họ Thạch tùng. Loài này được P. Beauv. mô tả khoa học đầu tiên năm 1805.